# Jan-Olaf Immel
Jan-Olaf Immel (* 14. März 1976 in Wiesbaden) ist ein ehemaliger deutscher Handballspieler. Er hat den Spitznamen „Eike“ – in Anlehnung an den ehemaligen Torwart der Fußballnationalmannschaft Eike Immel.

## Karriere
Sein Länderspieldebüt gab der 2,03 Meter große Rückraumspieler am 7. Mai 1999 gegen Belgien in Hasselt. Er gehörte nicht zum Kader der Handballnationalmannschaft für die Weltmeisterschaft 2007. Immel war nach mehreren Schulteroperationen für über ein Jahr verletzt und konnte keine Spiele bestreiten. Bis Dezember 2007 spielte Immel beim TV Großwallstadt. Als sein dortiger Vertrag nicht mehr verlängert werden sollte, wechselte er vorzeitig im Dezember 2007 zum abstiegsgefährdeten Zweitligisten TSG Münster. Dort unterschrieb Immel einen Zweieinhalbjahresvertrag. Ab der Saison 2008/09 war er als Spielertrainer in Münster tätig. Nach der Fusion der TSG Münster mit dem Ligarivalen SG Wallau agierte Immel in selber Funktion für das neu formierte Team HSG FrankfurtRheinMain. Im Sommer 2010 gab er seinen Wechsel zum DHC Rheinland bekannt, für den er bis Sommer 2011 spielte. Danach beendete er seine aktive Karriere und gab am 3. Februar 2012 zusammen mit Steffen Weber in Wiesbaden sein Abschiedsspiel. Seit dem Sommer 2013 trainiert er die TSG Eppstein.

## Privates
Der Diplom-Sportlehrer ist verheiratet und hat zwei Töchter.

## Erfolge
- Super-Cup 2001
- Vize-Weltmeister 2003
- Europameister 2004
- Silbermedaille Olympische Spiele 2004